# Pietismo
O pietismo é um movimento oriundo do luteranismo que valoriza as experiências individuais do crente. Tal movimento surgiu no século XVI, como oposição à negligência da ortodoxia luterana para com a dimensão pessoal da religião, e teve seu auge entre 1650-1800.
O pietismo combinava o luteranismo do tempo da Reforma Protestante, enfatizando a conversão pessoal, a santificação, a  experiência religiosa, diminuição na ênfase aos credos e confissões,  a necessidade de renunciar o mundo, a fraternidade universal dos crentes e uma abertura à expressão religiosa das emoções.
O mentor e pioneiro do movimento, Philip Jacob Spener (1635-1705), conhecido pela sua obra Pia desideria (1676) influenciou outras figuras como August Hermann Francke, Albrecht Bengel, Paul Anton e Johann Kaspar Schade e o Nicolaus Zinzendorf, lider do movimento Moraviano.
O pietismo influenciou o surgimento de movimentos religiosos independentes de inspiração protestante tais como o metodismo, o Movimento de Santidade, o evangelicalismo, pentecostalismo, o neo-pentecostalismo e grupos carismáticos, além de influenciar a teologia liberal de Friedrich Schleiermacher  e a filosofia de Immanuel Kant. 

## Histórico
A origem do pietismo é atribuída a Philip Jacob Spener. Nascido em Rappoltsweiler na Alsácia no dia 13 de janeiro de 1635. Treinado por uma madrinha devota que se utilizava de livros de devoção como Wahres Christentum de Johann Arndt, Spener foi convencido da necessidade de uma reforma moral e religiosa no luteranismo germânico.Ele estudou teologia em Strasbourg, onde os professores da época (especialmente Sebastian Schmidt) tinham inclinação para o "cristianismo prático" em vez da disputa teológica. Posteriormente, Spener passou um ano em Genebra e foi influenciado pela rígida disciplina eclesiástica e pela vida moral estrita aí prevalecente. Influenciaram-lhe também pela pregação e piedade do professor valdense Antoine Leger e do pregador jesuíta convertido ao protestantismo Jean de Labadie.

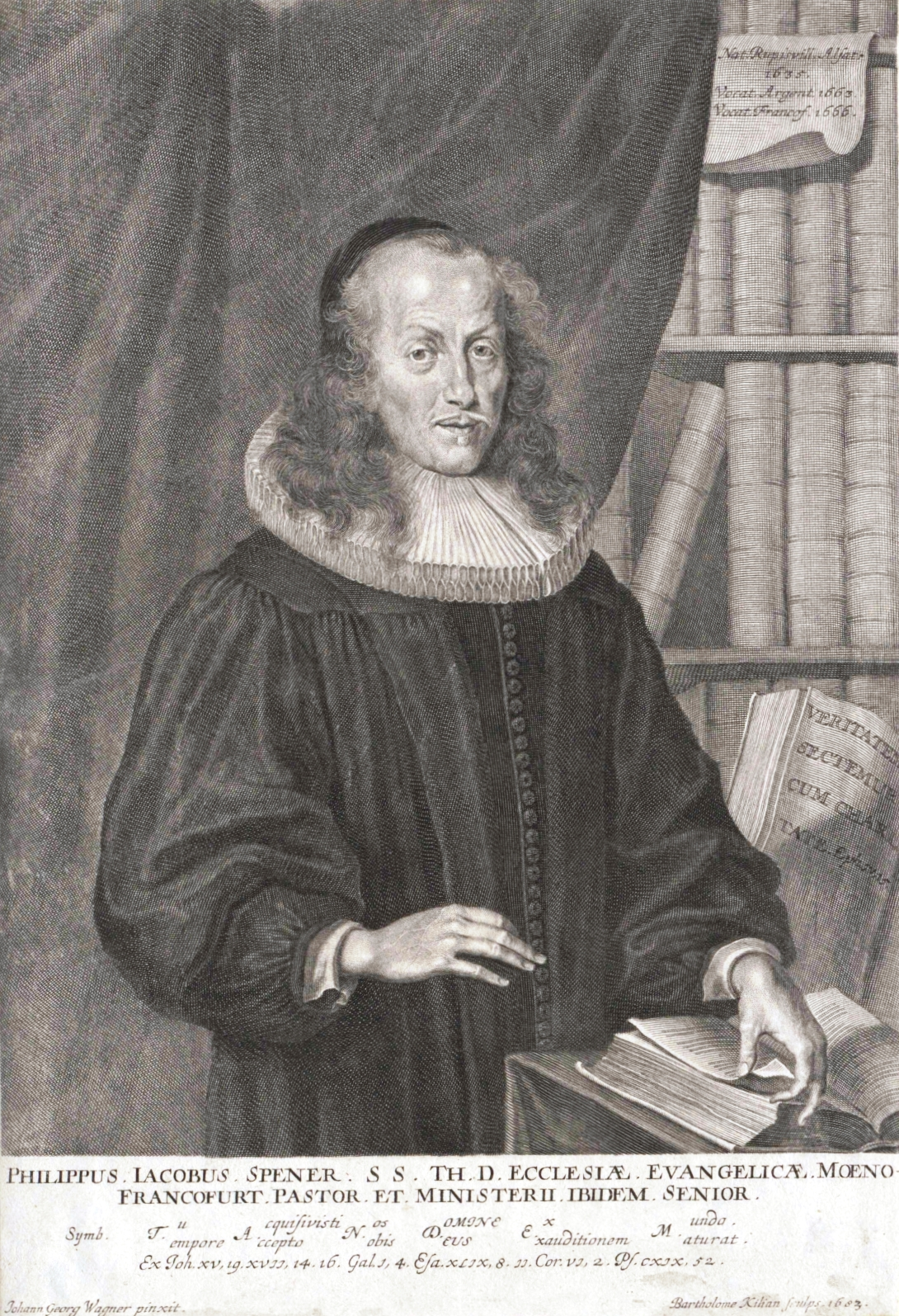
Philip Jacob Spener (1635-1705) pioneiro do pietismo.

Durante uma estada em Tübingen, Spener leu o Waechterstimme aus dem Verwuesteten Zion de Teophilus Grossgebauer, panfleto que criticava a morosidade espiritual das igrejas de então.  Em 1666 Spener recebeu seu primeiro encargo pastoral em Frankfurt com a opinião de que a vida cristã no seio do luteranismo estava a ser sacrificada pelo rígido zelo da ortodoxia. O pietismo, como um movimento distinto na Igreja alemã, originando-se através de Spener que promovia reuniões religiosas em sua casa (collegia pietatis) em que pregava seus sermões, expondo passagens do Novo Testamento e induzindo os presentes a participar na discussão de questões religiosas que surgiram. Em 1675 publicou o Pia desideria ou Desejos pios para a reforma da verdadeira Igreja evangélica, uma introdução a uma coletânea de sermões de  Arndt, mas o ensaio ganhou vida própria. O título deu origem ao termo "pietistas" e tornou-se um manifesto para a renovação da Igreja. Nesta publicação fez seis propostas como o melhor meio de restaurar a vida da Igreja:
1. Sério e profundo estudo da Bíblia em reuniões privadas em ecclesiolae ecclesia ( "igrejas dentro da Igreja");
2. O cristianismo sendo o sacerdócio universal, os leigos devem partilhar no governo espiritual da Igreja;
3. O conhecimento do cristianismo deve ser alcançado através da prática;
4. Em vez de ataques aos incrédulos e heterodoxos, dar um tratamento simpático e gentil a eles;
5. Uma reorganização da formação teológica das universidades, dando maior destaque à vida devocional;
6. Um estilo diferente de pregação, ou seja, no lugar de retórica agradável, a implantação do cristianismo, no interior ou novo homem, que é a alma da fé, devendo trazer frutos para a vida.

Este trabalho produziu uma grande impressão em toda a Alemanha e, embora um grande número de teólogos e pastores luteranos ortodoxos tenham sido profundamente ofendidos por Spener em seu livro, as suas reivindicações foram admitidas e muito bem justificadas. Consequentemente, um grande número de pastores imediatamente adotaram as propostas de Spener.
Enquanto o pietismo tradicional permaneceu dentro das igrejas luteranas apesar de suas críticas, o pietismo radical distanciou-se das igrejas estabelecidas ainda mais. Doutrinariamente, muitas vezes os pietistas radicais refletem as influências de Jacob Boehme, mas eram separatistas formando suas próprias congregações. O pietismo radical criticou as noções luteranas de expiação, a autoridade das Escrituras, sacramentos e no ministério.
O pietismo prático foi promovido pela nova universidade pietista de Halle an der Saale.  Em Halle, o pastor August Hermann Francke fundou em 1695 orfanatos, asilos e gráficas, dando um caráter de ação social do pietismo. A Universidade de Halle tornou-se o centro de divulgação de pietismo a partir de 1698. A gráfica social de Francke distribui 80 mil Bíblias completas e 100 mil Novos Testamentos em apenas sete anos - um fato notável, já que antes na Alemanha, cerca de 80 anos (1534-1626) foram produzidas apenas 20.000 Bíblias.
Outros movimentos acabaram por ser influenciado pelo pietismo e ganharam identidades denominacionais próprias, como o metodismo, as Igrejas Livres, os Dunkers e alguns ramos anabatistas, como a Igreja dos Irmãos Mennonitas. 
Um pietismo intimamente ligado a uma organização eclesial surgiu em Württemberg. Mais tarde, o conde Nikolaus Ludwig von Zinzendorf fundou uma comunidade dos «irmãos de Herrnhut».
No Brasil o pietismo se encontra presente dentro da Igreja Evangélica de Confissão Luterana no Brasil por meio da Missão Evangélica União Cristã  Há denominações de identidade pietista como os Dunkers ou  Igreja Evangélica dos Irmãos, a Igreja Evangélica Congregacional do Brasil e a Igreja do Cristianismo Decidido surgiu no Brasil a partir de uma missão luterana pietista da Alemanha na cidade de Curitiba.

## Doutrina

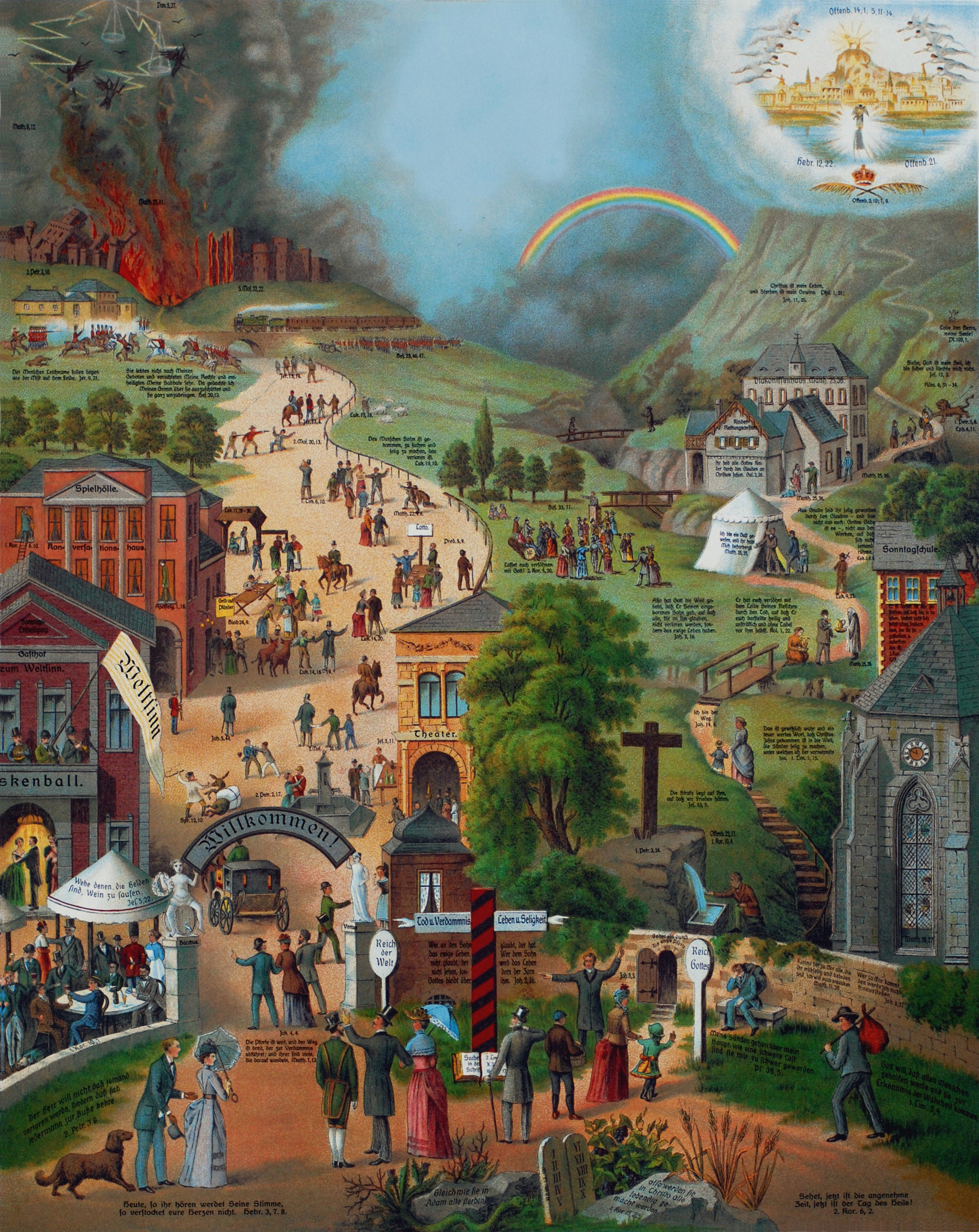
Caminho largo e caminho estreito, ilustração popular pietista alemã.

O tema central do pietismo é a experiência do crente com Deus, sua condição de pecador e o caminho para sua salvação. Sublinhava-se a necessidade da conversão individual e do nascer de uma nova conduta no crente, desapegada do mundo material e firmada no apoio mútuo da comunidade reunida em culto ao redor do estudo da Bíblia. 
Ao enfatizar a dimensão experiencial e a prática da fé, os pietistas, por um lado, desenvolveram uma moralidade ascética por vezes áspera, especialmente no que tange à alimentação, vestimenta e lazer; por outro lado, enfatizaram um sentimento de responsabilidade para com o mundo, do qual desdobraram-se atividades de missão e caridade. Além disso, dada a ênfase no contato direto da pessoa com Deus, as diferenciações entre clero e laicato foram amainadas e o sentimento de pertença eclesiástica arrefecido nas experiências de pequenos grupos ecclesiola in ecclesiae, os "collegia pietatis". 
Defendia uma experiência vitalista da fé, pela demonstração e comprovação desta numa piedade prática, através da rejeição do espírito mundano e pela participação ativa dos leigos em reuniões ou conventículos de «cristãos conversos».
O pietismo reduzia a importância da jurisdição eclesiástica, dando grande importância à teologia mística e à contemplação espiritual. Atacava com veemência a imoralidade que imperava desde a Guerra dos Trinta Anos.

## Pietismo radical
Um ramo do pietismo não contentou de ficar no seio das igrejas luteranas e reformadas. Defensores de uma igreja formada por regenerados, os pietistas radicais empregaram as influências de Jakob Böhme, Gottfried Arnold, e Philipp Jakob Spener para propagar um cristianismo separado do mundo e das igrejas estabelecidas.
Esses grupos separatistas encontraram dificuldades de coexistir em países de religiões estabelecidas. Muitos emigraram para as Américas e para a Rússia. Alguns formaram comunidades coletivistas como Nova Harmonia nos Estados Unidos.

## Tese de Merton
Semelhante à tese de Max Weber que correlaciona o protestantismo a uma instituição secular, no caso o espírito do capitalismo, o sociólogo Robert K. Merton correlaciona o pietismo e o puritanismo ao surgimento das ciências naturais. 

## Personalidades influenciadas pelo pietismo
- Immanuel Kant
- Friedrich Hölderlin
- Friedrich Schelling
- Friedrich Schleiermacher
- Gustav Heinemann
- Johannes Rau
- Georg Michaelis
- Cristiano VI da Dinamarca